# 豊橋市立鷹丘小学校
豊橋市立鷹丘小学校（とよはししりつ たかおかしょうがっこう）は、愛知県豊橋市西小鷹野3丁目にある公立小学校。

## 校区
- 忠興1-3丁目、西小鷹野1-4丁目、東小鷹野1-4丁目、緑ヶ丘1-2丁目などが校区であり、公立中学校の進学先は豊橋市立東陵中学校である。

## 沿革
牛川地区は1962年に牛川地区区画整理事業が開始され、そのさい新たな小学校（後の鷹丘小学校）の建設が計画された。
- 1977年（昭和52年）12月 - 牛川第二小学校（仮称）の校名が、豊橋市立鷹丘小学校に決定する。
- 1978年（昭和53年）
  - 4月 - 豊橋市立牛川小学校より分離し、豊橋市立鷹丘小学校として開校する。
  - 7月 - プールが完成する。
- 1980年（昭和55年） - 校舎を増築する。
- 1981年（昭和56年） - 校舎を増築する。
- 1997年（平成9年）4月 - 豊橋市立青陵中学校から豊橋市立東陵中学校が分離する。鷹丘小学校校区の大部分は東陵中学校に移る。

## 交通アクセス
- 豊鉄バス牛川金田線「西小鷹野」バス停より徒歩約3分。

豊橋駅より、【50系統】「金田住宅前」行。
- 柿の里バス（豊橋市コミュニティバス）「西小鷹野」バス停より徒歩約3分。
- 豊橋鉄道豊鉄市内線井原停留場下車、徒歩約15分。

## 周辺施設
- 豊橋創造大学
- 豊橋市立豊橋高等学校
- 豊橋市立青陵中学校
- 桜丘中学校・桜丘高等学校
- 豊橋市立牛川小学校
- 豊橋市立東田小学校
- 牛川遊歩公園
- 三菱ケミカル豊橋事業所
- 東田公園
- 東田球場